# Hervé Coudray
Hervé Coudray (Fougères, 24 settembre 1965) è un ex cestista e allenatore di pallacanestro francese.

## Carriera
Ha guidato il Mali ai Campionati mondiali del 2010 e ai Campionati africani del 2011.
Dal 2022 è nominato responsabile tecnico di Swiss Basketball.

## Palmarès

### Allenatore
- NF2: 1

Avenir de Rennes: 1993-1994
- NM2: 1

Caen: 2014-2015
- NM1: 1

Caen: 2016-2017